# TVC
TVC – polska stacja telewizyjna należąca do spółki MWE Networks.
Kanał jest przeznaczony dla mieszkańców centralnej części Polski (stąd również jego nazwa, jak i slogan), czyli województwa łódzkiego i północnej części województwa śląskiego, a więc obszarów, na których wcześniej nadawał poprzednik stacji – telewizja NTL z Radomska.
10 czerwca 2024 oprawa graficzna, jak i logo stacji uległy zmianie.

## Logo
| Lata obowiązywania                  | Opis | Logo |
| ----------------------------------- | --- | ---- |
| od 1 grudnia 2020 do 9 czerwca 2024 | Niebieskie koło, w nim biały napis TVC. Wewnątrz łuku, który tworzy litera C znajduje się małe białe koło. |      |
| od 10 czerwca 2024                  | Logotyp stacji prawie identyczny od poprzedniego, lecz zostały dodane zielone, żółte kolory.               |      |